# Libanothamnus
Libanothamnus là một chi thực vật có hoa trong họ Cúc (Asteraceae).

## Loài
Chi Libanothamnus gồm các loài: